# Martina Amidei
Martina Amidei (* 8. April 1991 in Turin) ist eine italienische Leichtathletin, die sich auf 100- und 200-Meter-Läufe spezialisiert hat und vor allem mit der 4-mal-100-Meter-Staffel erfolgreich ist. 

## Sportliche Laufbahn
2010 trat Gloria Hooper erstmals bei internationalen Meisterschaften, den U20-Weltmeisterschaften im kanadischen Moncton, an und schied dort über 100 Meter im Halbfinale aus. Bei den U23-Europameisterschaften im darauffolgenden Jahr gelangte sie über 200 Meter ins Halbfinale. Mit der Staffel belegte sie im Finale den fünften Rang. 2012 gelangte sie bei den Europameisterschaften in Helsinki mit der Staffel bis ins Halbfinale und schied über 100 Meter bereits in der Vorrunde aus. Bei den U23-Europameisterschaften in Tampere 2013 gewann Amidei mit der Staffel die Bronzemedaille, über 200 Meter schied sie aber erneut im Vorlauf aus. Bei den Weltmeisterschaften in Moskau scheiterte sie mit der Staffel an einem Finaleinzug. Bei den Europameisterschaften in Zürich verpasste Amidei mit der Staffel als Vierte nur knapp eine Medaille und über 200 Meter schied sie trotz neuer persönlicher Bestleistung im Halbfinale aus.
Über 200 Meter schied sie bei den Europameisterschaften 2016 in Amsterdam im Vorlauf aus belegte den achten Platz im Finale mit der 4-mal-100-Meter-Staffel.

## Bestleistungen
- 100 m: 11,41 s, am 8. Juni 2012 in Turin
- 200 m: 23,51 s, am 14. August 2014 in Zürich